# NPo Almirante Maximiano (H-41)
O NPo Almirante Maximiano (H-41), anteriormente Ocean Empress, é um navio de navio de pesquisa polar da Marinha do Brasil.
O Navio Polar Almirante Maximiano foi adquirido pela Marinha do Brasil da empresa russa ASK Subsea/Isis Viking Ltd por meio de um convênio com o Ministério da Ciência, Tecnologia e Inovações, a FINEP e a FUNDEP.

## Histórico
O navio foi construído no estaleiro Todd, Estados Unidos, em 1974, sendo comissionado como navio de apoio. Posteriormente, em 1988, no estaleiro Aukra (Noruega), foi totalmente reformado e transformado em navio pesqueiro. As obras de foram de grande magnitude, sendo mantida, da estrutura original do navio, apenas a quilha. Por isso, seu ano de construção é por vezes indicado com sendo 1988.
A Marinha do Brasil possuía apenas um Navio de Apoio Oceanográfico, o NApOc Ary Rongel, para apoiar as atividades desenvolvidas pelo Programa antártico brasileiro e em apoio a Estação Comandante Ferraz. Diante da necessidade de haver um navio específico para as pesquisas realizadas na Região Antártica e que servisse eventualmente como um substituto do Ary Rongel, a Marinha do Brasil selecionou no mercado internacional o Ocean Empress, tendo a Marinha iniciado o processo de obtenção.
O navio foi convertido de acordo com os requisitos especificados pela Marinha do Brasil no estaleiro BREDO, em Bremerhaven, Alemanha, de forma a garantir sua capacitação para operar, com segurança, na região antártica sem qualquer restrição.
Com seus cinco laboratórios e equipamentos modernos, ele é um navio de pesquisas e não de Apoio Oceanográfico. Ou seja, o NPo será a ferramenta de trabalho dos pesquisadores e não somente seu apoio logístico.
Antes de servir na Marinha do Brasil, o navio serviu comercialmente sob os nomes Ocean Empress, Naeraberg, American Empress, Maureen Sea, Scotoil I e Theriot Offshore I.

## Conversão para a Marinha do Brasil

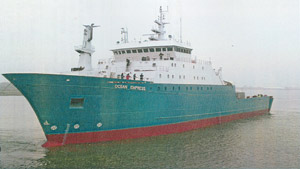
Navio Ocean Empress antes da conversão

A conversão do navio no estaleiro BREDO inclui:
- construção de um convés de vôo na ré do navio acima do convés já existente;
- construção de um hangar para acomodar 2 helicópteros;
- um compartimento para instalação de laboratórios seco e molhado, localizado abaixo do convés de vôo;
- instalação de laboratórios para pesquisa científica: 3 laboratórios secos, com 50 m² cada; e 2 laboratórios molhados, com 20 m² cada.